# عضة كلب (فلم)
عضة كلب هو فيلم مصري كوميدي من بطولة حسين فهمي وسمير غانم وسهير رمزي يعمل عونى بإحدى الشركات في وظيفة لا تتناسب ومؤهله الدراسى الحاصل عليه من معهد الموسيقى، يشعر أبو عونى بأن ابنه ضل الطريق، يعمل الأب عند رجل أعمال، يطلب من عونى إعطاء درس موسيقى لابنته نهاد. يكون فرقة مع صديقه سمير وخطيبته نانا وتلميذته ناهد ويقدمون عروضهم في الملاهى الليلية. يحاولان الحصول على إجازة طويلة للعمل بالإسكندرية ويقترح عليه سمير أن يعضهما كلب كى يأخذوا أجازة مرضية، إلا أن سمير الذي عضه كلب فعلا، يدخل المستشفى ويهرب منها ويذهب عونى للتفاهم مع الممرض سيد الذي يحجزه هو الآخر، يهربان معا ولكن الشرطة تقبض عليهما. تقنع ناهد اباها ان تتزوج عونى، ويذهب الجميع إلى المستشفى في عربة الكلب المسعور.
شخصيات الفيلم
- سمير غانم .. بدور سمير
- حسين فهمي .. بدور عوني
- سهير رمزي .. بدور ناهد
- أحمد بدير .. بدور أستاذ عوضين
- حسن مصطفى .. بدور الدهوشري والد ناهد
- فريدة سيف النصر .. بدور نانا
- فاروق فلوكس .. بدور الطبيب الاستشاري
- سيف الله مختار .. بدور  سعفان الساعي
- رافت فهيم .. بدور أستاذ المرسي
- علي الشريف .. بدور تمرجي مستشفي الكلب

فريق العمل
- إخراج : حسن الصيفي
- قصة : على أيوب
- سيناريو وحوار : نبيل غلام
- موسيقي تصويرية :عمار الشريعي
- مدير التصوير : على خير الله
- مونتاج : فكري رستم
- مهندس التصوير : مجدي كامل

توزيع : جيبكو

## وصلات خارجية
- مقالات تستعمل روابط فنية بلا صلة مع ويكي بيانات